# Perspective
| Críticas profissionais | Críticas profissionais |
| Avaliações da crítica  | Avaliações da crítica  |
| Fonte                  | Avaliação              |
| ---------------------- | ---------------------- |
| Allmusic               | [ 1 ]                  |

Perspective é o segundo álbum de estúdio do guitarrista Jason Becker, lançado em 21 de maio de 1996 pela gravadora independente Jason Becker Music e relançado em 22 de maio de 2001 pela Warner Bros. Records.
Quando compôs as músicas para este álbum, Becker já estava bastante debilitado por conta da Doença de Lou Gehrig. Desta forma, ele contou com o auxílio de um programa de computador para compô-las. Para gravar as músicas, foram convidados vários músicos renomados.
Este foi o primeiro álbum lançado por um artista praticamente sem os movimentos do corpo por conta da Doença de Lou Gehrig.

## Lista de faixas
Todas as faixas compostas por Jason Becker exceto onde indicado.
| N.º            | Título                   | Compositor(es)      | Duração |  |
| 1.             | "Primal"                 |                     | 7:03    |  |
| 2.             | "Rain"                   | Becker, Billy Duffy | 3:14    |  |
| 3.             | "End of the Beginning"   |                     | 11:46   |  |
| 4.             | "Higher"                 |                     | 5:28    |  |
| 5.             | "Blue"                   |                     | 4:46    |  |
| 6.             | "Life and Death"         |                     | 9:11    |  |
| 7.             | "Empire"                 |                     | 5:15    |  |
| 8.             | "Serrana"                |                     | 8:38    |  |
| 9.             | "Meet Me in the Morning" | Bob Dylan           | 5:22    |  |
| Duração total: | Duração total:           | Duração total:      | 60:43   |  |

## Músicos
- Jason Becker - Guitarra, orquestração
- Ehren Becker - Baixo
- Caren Anderson - Vocais sopranos
- Danny Alvarez - Teclados, Orgão, Percussão, Piano, Synclavier
- Gary Becker - Violão
- Gregg Bissonette - Bateria, Baixo fretless
- Joey Blake - Vocais
- Cathy Ellis - Vocais Sopranos
- Steve Hunter - Rainstick, Harmonia vocal, Canto harmonico
- Raz Kennedy - Choir/Chorus, Vocais
- Steve Perry - vocal convidado
- Melanie Rath - Solsita, Vocais
- Steve Rosenthal - Pratos, Tambores
- Gary Schwantes - Flauta de bambu
- David Stuligross - Trombone
- Anisha Thomas - Vocal Soprano
- Rick Walker - Percussão
- Michael Lee Firkins - Guitarra

## Créditos
- Jason Becker - Compositor, Arte da capa, Mixagem, Direção de arte
- Danny Alvarez - Processamento digital, Edição, Engenheiro
- Mike Bemesderfer - Processamento digital, Edição, Engenheiro, Mixagem, WX7 Wind Controller
- Gary Becker - Produtor Executio, Ilustrações, Introdução, Pinturas, Fotografia
- Annie Calef - Concepção da Capa, Arte Gráfica
- Dave Collins - Masterização
- Glen A. Frendel - Engenheiro
- Tony Mills - Engenheiro
- Chris Minto - Engenheiro
- Jeff Sheehan - Engenheiro Assitente
- John Lowry - Engenheiro